# James Whitcomb Riley
Pour les articles homonymes, voir Riley.
James Whitcomb Riley, né le 7 octobre 1849 à Greenfield, Indiana et mort le 22 juillet 1916 à Indianapolis, est un écrivain et un poète américain.

## Biographie
Il écrivait des poèmes humoristiques ou sentimentaux en hoosier (le patois de l'Indiana). Certains de ses vers sont devenus des expressions populaires et sont donc utilisés par des personnes qui n'ont pas lu ses poèmes. Il serait à l'origine du test du canard[réf. nécessaire].

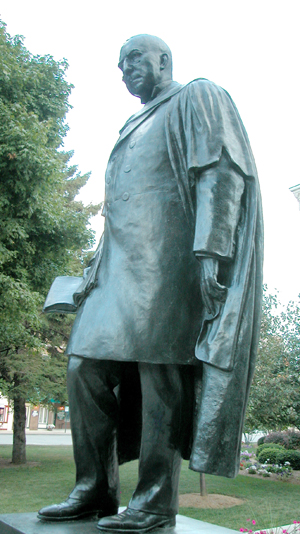
Statue de James Whitcomb Riley

## Adaptation au cinéma
Son poème An Old Sweetheart of Mine a été adapté au cinéma par Louis D. Lighton, le film An Old Sweetheart of Mine a été réalisé par Harry Garson en 1923.
Son poème Little Orphant Annie a été adapté au cinéma en 1918 sous le titre Little Orphant Annie par Colin Campbell